# 百田義浩
百田 義浩（ももた よしひろ、1946年3月15日 - 2000年11月22日）は、日本のリングアナウンサー・プロレスラー。
全日本プロ・レスリング取締役、プロレスリング・ノア取締役を歴任した。
日本のプロレス界の礎を作った力道山の長男であり、百田光雄の実兄。娘はプロレスリング・ノアで広報兼通訳をしている。甥の百田力もプロレスラーである。

## 経歴

### 取締役兼リングアナウンサー
慶應義塾高等学校を経て、慶應義塾大学法学部卒業。大学生時代に力道山が刺殺され、父の遺志を継ぎ、力道山が運営し藤猛を擁していた「リキ・ボクシングジム」のオーナーとなる。
1972年にジャイアント馬場が設立した全日本プロレスに取締役として参画し、リングアナウンサーとしても活動した。

### プロレスラー転向
1975年に日本武道館で行われた「力道山十三回忌追善特別大試合」で行われた大木金太郎 vs. アブドーラ・ザ・ブッチャーの一戦が場外乱闘となり、エキサイトしたブッチャーが義浩に暴行を加え、流血する事件が起こる。この時「ファンに（力道山の長男なのに）だらしない息子と思われたのではないだろうか」と考え、メインリングアナを原軍治に譲り、アメリカへレスラー修行に出た。
帰国後の1980年、弟である光雄との初兄弟タッグでプロレスラーに転向し、前座選手として1987年まで現役を続けた。

### 引退後
引退後はリングアナウンサーには戻らず、取締役に専念。全日本のフロントとしてジャンボ鶴田黄金期や四天王プロレス時代を支えたことから、昭和プロレス界の重鎮と呼ばれた。
2000年に起こった三沢光晴らの全日本からの大量離脱、プロレスリング・ノア旗揚げの一連の動き（全取締役が馬場元子オーナーへ辞表を提出）にも弟の光雄共々参加し、6月の会社設立以後は、全日本時代と同じく取締役として会社を影から支えるはずだった。

### 死去
しかし旗揚げ直後の9月に体調を崩し入院し、肝不全により11月22日に死去した（54歳没）。葬儀はノア社葬として行われたが、袂を分かっていた馬場元子も弔問に訪れた。父の力道山も眠る池上本門寺に納骨されている。
義浩の動きにより、百田家が関わるプロレス団体は日本プロレス→全日本プロレス→プロレスリング・ノアへと変わっていくことになり、影響を与えている。

## 得意技
- タックル

義浩は大学在学中はアメリカンフットボール部に所属しており、そこで習得したアメフト流のタックルをプロレスにも活かした。

## 著書
- 『父・力道山：初めて明かす父の実像、父への愛』 百田光雄共著、勁文社〈ケイブンシャブックス〉、1983年。ISBN 978-4766901269

同文庫版 小学館〈小学館文庫〉、2003年。ISBN 978-4094058611